# Alesta
Alesta è il terzo album di inediti della cantante rumena Alexandra Stan, pubblicato il 9 marzo 2016 dall'etichetta discografica Victor Entertainment inizialmente solo in Giappone. Successivamente, l'album viene pubblicato anche in Canada e in alcuni paesi europei come Romania, Francia, Regno Unito e Germania tramite le etichette Roton Music e Global Records, in Russia unicamente tramite l'etichetta Global Records, in alcuni paesi dell'America Latina (Messico, Cile e Perù) tramite l'etichetta Warner Bros. ed infine in Italia tramite le etichette Ego Italy e Vae Victis.
L'album è stato anticipato dai singoli We Wanna in collaborazione con Inna e Daddy Yankee, da I Did It, Mama! e da Balans. Il nome è la fusione del nome e cognome della cantante, ma in lingua turca "Alesta" vuol dire "Pronta".

## Promozione
La cantante iniziò le promozioni del nuovo progetto nel 2015 pubblicando a livello mondiale il singolo We Wanna in vari showcase, soundcheck e in radio insieme alla sua collega ed amica Inna. La canzone fu creata per il quarto album di quest'ultima, ma fu poi concessa alla Stan decidendo comunque di collaborare insieme (di fatto sono tra le artiste rumene più famose al mondo). Fu incluso il featuring del rapper messicano Daddy Yankee chiamato a prendere parte alla canzone.
Dopo le promozioni del singolo estivo, a novembre 2015 venne pubblicato il secondo singolo I Did It, Mama!, anch'esso eseguito in vari showcase e in radio. A gennaio 2016, Alexandra annunciò la pubblicazione dell'album per marzo 2016 ma solo per il Giappone in edizioni in formato standard e anche deluxe con CD+DVD e con due tracce bonus aggiuntive, due brani in cui Alexandra è stata ospite per collaborare con altri artisti: Motive, canzone in lingua rumena del rapper Dorian, e Baby, it's OK, brano estivo della band tedesca Follow Your Instinct in collaborazione con lei e il rapper Viper, pubblicata nell'estate del 2013.
Prima dell'uscita del disco, il 2 marzo 2016 pubblica il terzo singolo Balans in collaborazione con il cantante Mohombi. Nel corso del 2016 e 2017 furono poi estratte come singoli le canzoni: Écoute, Boom Pow e 9 Lives .
Dopo qualche giorno dall'uscita esclusiva in Giappone, l'album fu pubblicato anche in Europa e in Canada e, dopo alcuni mesi, in Russia, America Latina e infine in Italia. Fu poi promosso con una serie di concerti nel mondo e con vari showcase in tv ed altri eventi durante tutto l'anno 2016 e inizio 2017.

## Tracce
1. "Step It Up" – 2:56
2. "Get What You Give" – 3:03
3. "We Wanna" (feat. Inna & Daddy Yankee) – 3:52 (Andreas Schuller, Jacob Luttrell, Thomas Troelsen, Ramon Ayala)
4. "Alone" – 3:57
5. "Écoute" – 3:15
6. "Balans" (feat. Mohombi) – 3:09
7. "Coco Banana" – 2:42
8. "I Did It, Mama!" – 3:26 (Marcel Botezan, Sebastian Barac, J-Son, Eric Turner, David Ciente, Alexandra Stan)
9. "9 Lives" – 3:39
10. "La Fuega" – 2:48
11. "Boom Pow" – 2:49
12. "Motive" (feat. Dorian & Alexandra Stan) – 3:29
13. "Baby, It’s OK" (feat. Follow Your Instinct, Alexandra Stan) – 3:23 (Marcel Prodan, Marcian Alin Soare, David Ritter, Addis Mussa, Manuela Necker, Davon Dixon, Andrei Nemirschi, Rainer Wetenkamp, Patrick Greska, Harry Wayne Casey)

## Date di pubblicazione
| Nazione     | Data           | Formato                     | Edizione          | Etichetta                   |
| ----------- | -------------- | --------------------------- | ----------------- | --------------------------- |
| Giappone    | 9 marzo 2016   | CD + DVD, Download Digitale | Standard e Deluxe | Victor Entertainment        |
| Romania     | 16 marzo 2016  | CD, Download Digitale       | Standard          | Global Records, Roton Music |
| Francia     | 16 marzo 2016  | Download Digitale           | Standard          | Global Records, Roton Music |
| Germania    | 16 marzo 2016  | Download Digitale           | Standard          | Global Records, Roton Music |
| Canada      | 16 marzo 2016  | Download Digitale           | Standard          | Global Records, Roton Music |
| Regno Unito | 16 marzo 2016  | Download Digitale           | Standard          | Global Records, Roton Music |
| Russia      | 18 aprile 2016 | Download Digitale           | Standard          | Global Records              |
| Messico     | 22 aprile 2016 | Download Digitale           | Standard          | Warner Bros.                |
| Perù        | 22 aprile 2016 | Download Digitale           | Standard          | Warner Bros.                |
| Cile        | 22 aprile 2016 | Download Digitale           | Standard          | Warner Bros.                |
| Italia      | 8 luglio 2016  | Download Digitale           | Standard          | Ego Italy, Vae Victis       |

## Classifiche
| Classifica (2016) | Posizione massima |
| ----------------- | ----------------- |
| Giappone          | 34                |